# Narodi svijeta W
W
Wa. Ostali nazivi: Lei Wa, Ba Rao, Bu Rao, etc
- Lokacija: Mjanmar, Kina.
- Jezik/porijeklo: mon-kmerski. Porijeklom od starog naroda Baipu koji je živio prije perioda Qin (221 pr. Kr.- 26 pr. Kr.). U vrijeme dinastije Qing nazivju se Ha Wa, Ka Wa etc.
- Populacija (2007):
- Kultura: žive u kućama od bambusa.
- Vanjske poveznice:

Waicuri. Ostali nazivi: Guaycura
- Lokacija: poluotok California
- Jezik/porijeklo: waicuri.
- Populacija (2007):
- Kultura:
- Vanjske poveznice:

Wailpi. Ostali nazivi: Adynyamathanha, Wajalpi, Wailbi (kod Pangkala znači south west), Wipie, Nuralda, Binbarnja (Wadikali termin, ['binba] = Callitris 'pine tree'), Kanjamata (Wongkanguru termin), Kanjimata, Anjimatana ('Hills people,' Kujani termin), Benbakanjamata (Kujani termin 'Pine Hills people' odnosi se na Callitris borove, ['pimba] = ['benba]),  Anjamutina, Andyamatana, Unyamatana, Unyamootha, Anyamatana, Adnjamatana, Adnjamadana, Adjnjamatana, Adyamatana, Kudnamietha (['kudna = feces] = dung eaters ružni naziv daan od zapadnih plemena), Keidnamutha, Gadjnjamadja [sic], Kutchnamootha, Keydnjamarda, Mardala, Mardula, Nimbalda, Nimalda, Wadla ('Scrub wallabies,' dan od Dieri i drugih plemena u bazenu Lake Eyre), Ngatjuwalda ('our speech,' ime jeziku), Archualda.
- Lokacija: poluotok California
- Jezik/porijeklo: porodica Pama-Nyunga
- Populacija (2007):
- Kultura:
- Vanjske poveznice:

Wajalpi, Wailbi (among the Pangkala this term means south west), Wipie, Nuralda, Binbarnja (Wadikali term, ['binba] = Callitris 'pine tree'), Kanjamata (Wongkanguru term), Kanjimata, Anjimatana ('Hills people,' Kujani term), Benbakanjamata (Kujani term 'Pine Hills people' in reference to the Callitris pines, ['pimba] = ['benba], on the dissected plateaus), Anjiwatana (misprint), Anjamutina, Andyamatana, Unyamatana, Unyamootha, Anyamatana, Adnjamatana, Adnjamadana, Adjnjamatana, Adyamatana, Kudnamietha (['kudna = feces] hence dung eaters a rude name given by western tribes), Keidnamutha, Gadjnjamadja [sic], Kutchnamootha, Keydnjamarda, Mardala (Dieri term based on the Wailpi word ['ma:dala] = no), Mardula, Umbertana (error for Umberatana, a place name), Nimbalda, Nimbaldi (misprint), Nimalda, Wadla (literally 'Scrub wallabies,' a derisive term applied by the Dieri and other inhabitants of the open plains of the Lake Eyre basin), Ngatjuwalda ('our speech,' language name), Atjualda (same recorded by an individual tone deaf to initial ng), Archualda.

Wagga   	Adamawa, Nigerija
Waja   	Bauchi, Nigerija
Waka   	Taraba, Nigerija
Warja (Warja)   	Jigawa, Nigerija
Warji   	Bauchi, Nigerija
Wula   	Adamawa, Nigerija
Wurbo   	Adamawa, Nigerija
Wurkun   	Taraba, Nigerija
Wurundjeri (VIC), Wurango (NT), Wunambal (WA), Wulwulam (NT), Wulpura (QLD), Wulili (QLD), Wulgurukaba (QLD), Wudjari (WA), Wotjobaluk (VIC), Worora (WA), Worimi (NSW), Wonnarua (NSW), Wongkumara (QLD), Wongkanguru (SA), Wongkamala (NT), Wongkadjera (QLD), Wongaibon (NSW), Wogait (NT), Wodiwodi (NSW), Wirngir (WA), Wiri (QLD), Wirdinja (WA), Wirangu (SA), Wiradjuri (NSW), Winduwinda (QLD), Wiljakali (NSW), Wilingura (NT), Wilawila (WA), Wiknatanja (QLD), Wiknantjara (QLD), Wikmunkan (QLD), Wikmean (QLD), Wik-kalkan (QLD), Wikianji (QLD), Wikepa (QLD), Wikatinda (QLD), Wikapatja (QLD), Wikampama (QLD), Wiilman (WA), Widjabal (NSW), Widi (WA), Whadjuk (WA), Weraerai (NSW), Wenambal (WA), Wenamba (WA), Wembawemba (NSW), Weilwan (NSW), Watta (NT), Watiwati (VIC), Wathaurung (VIC), Warwa (WA), Warungu (QLD), Warki (SA), Warkawarka (VIC), Wariangga (WA), Wardandi (WA), Wardaman (NT), Wardal (WA), Waramanga (NT), Warakamai (QLD), Wanman (WA), Wanjuru (QLD), Wanjiwalku (NSW), Wanji (NT), Wangan (QLD), Wandjira (NT), Wandarang (NT), Wandandian (NSW), Wanamara (QLD), Wambaia (NT), Waluwara (QLD), Walu (NT), Walpiri (NT), Walmbaria (QLD), Walmadjari (WA), Waljen (WA), Walgalu (NSW), Walbanga (NSW), Walangama (QLD), Wakawaka (QLD), Wakara (QLD), Wakaman (QLD), Wakaja (NT), Wakabunga (QLD), Wailpi (SA), Wagoman (NT), Wadjari (WA), Wadjalang (QLD), Wadjabangai (QLD), Wadja (QLD), Wadikali (NSW), Wadere (NT),